# Neolophonotus atrox
Neolophonotus atrox là một loài ruồi trong họ Asilidae. Neolophonotus atrox được Londt miêu tả năm 1988. Loài này phân bố ở vùng nhiệt đới châu Phi.